# Hiroyuki Kitazume
Hiroyuki Kitazume (北爪宏幸?, Kitazume Hiroyuki; Tokyo, 24 luglio 1961) è un illustratore, animatore, fumettista e character designer giapponese.

## Biografia

### Gli esordi
Appena dopo il diploma, conseguito al Tokyo Design College nel 1980, inizia a lavorare giovanissimo nel campo dell'animazione presso lo studio BeVore. Nel 1982 fonda il Pack Studio e l'anno seguente viene già chiamato da Yoshiyuki Tomino per la direzione dell'animazione di diversi episodi delle serie Seisenshi Dunbine e Jūsenki L-Gaim. Dopo un simile esordio diventa rapidamente uno dei più richiesti animatori, e negli anni ottanta è tra i protagonisti della crescita esponenziale del settore, firmando il character design e l'animazione di importanti produzioni della fantascienza animata del Sol Levante, come gli OAV Tatakae! Iczer-1, Bubblegum Crisis e Megazone 23 Part I.

### Gundam e gli anni novanta
Nel 1985 Kitazume ritrova il suo pigmalione Yoshiyuki Tomino facendo il suo ingresso nell'universo di Gundam, prima come sakkan di diversi episodi della serie Mobile Suit Z Gundam, e poi come character designer al posto dell'impegnato Yoshikazu Yasuhiko in Mobile Suit Gundam ZZ. Ma è del 1987 l'ulteriore definitivo salto di qualità, quando viene chiamato dalla Bandai a creare e dirigere Starlight Angel, uno dei nove episodi del kolossal d'animazione sperimentale Robotto Kānibaru (Robot Carnival), cui contribuiscono autori del calibro di Katsuhiro Ōtomo. Nel 1988 firma quindi il character design e dirige l'animazione del celebrato lungometraggio della saga di Gundam Mobile Suit Gundam: Char's Counterattack, sempre di Tomino.
A questo punto della carriera Kitazume si dedica prevalentemente alla caratterizzazione dei personaggi ed agli ekonte. Nel corso degli anni novanta lavora in tal modo ad altre produzioni di grande rilievo come, tra le altre, Bastard!! Ankoku no Hakai-jin, Moldiver, Armitage III e Seishōjo Kantai.

### Il debutto nei manga
Nel 2001, dopo vent'anni di carriera ininterrotta nel campo dell'animazione, si lancia con successo anche nel mondo dei manga realizzando Kidō senshi Gundam Char's Deleted Affair [C.D.A.]: Wakaki suisei no shōzō (Gundam C.D.A.), dedicato al personaggio della saga di Mobile Suit Gundam Char Aznable e pubblicato sulla rivista Gundam Ace.
È anche apprezzato autore di illustrazioni, spesso raccolte in artbook, come il bel volume Characters of Gundam edito dalla Kadokawa Shoten nel 2004.

## Opere principali

### Anime
- Sentō mecha Xabungle - Serie TV, 1982 (intercalatore)
- Seisenshi Dunbine - Serie TV, 1983 (direzione dell'animazione vari episodi)
- Jūsenki L-Gaim - Serie TV, 1984 (animatore)
- Chōjikū kidan Southern Cross - Serie TV, 1984 (character design)
- Megazone 23 Part I (Megazone 23 Part I) - OAV, 1985 (animatore)
- Kidō senshi Z Gundam - Serie TV, 1985 (direzione dell'animazione episodi 1, 6, 11, 15, 19, 23, 26 e 36)
- Ryū seiki - OAV, 1985 (direzione dell'animazione, character design)
- Tatakae! Iczer-1 (Iczer 1) - OAV, 1985 (direzione dell'animazione episodio 1)
- Kidō senshi Gundam ZZ - Serie TV, 1986 (character design)
- Robot Carnival - Lungometraggio, 1987 (regia e character design dell'episodio Starlight Angel)
- Bubblegum Crisis - OAV, 1987 (animatore)
- Relic Armor Legaciam - OAV, 1987 (soggetto, regia, direzione dell'animazione e character design)
- Kyūketsuki Miyu (Vampire Princess Miyu) - OAV, 1988 (animatore)
- Kidō senshi Gundam: Gyakushū no Char - Lungometraggio, 1988 (direzione dell'animazione e character design)
- Megazone 23 III - OAV, 1989 (character design)
- AD Police Files - OAV, 1990 (direzione dell'animazione)
- Bōken! Iczer-3 - OAV, 1990 (direzione dell'animazione)
- Seishōjo kantai - OAV, 1991 (character design)
- Sōsei kishi Gaiarth - OAV, 1992 (sceneggiatura, regia e character design)
- Bastard!! Ankoku no hakai-jin - OAV, 1992 (character design)
- Moldiver - OAV, 1993 (character design)
- Armitage III - OAV, 1994 (animazione opening)
- Seireitsukai - OAV, 1995 (direzione dell'animazione)
- Ninja mono - OAV, 1996 (direzione dell'animazione)
- Taiyō no fune Sol Bianca (Sol Bianca) - OAV, 1999 (direzione dell'animazione)
- Armitage III: Dual-Matrix - Lungometraggio, 2002 (animatore)

### Manga
- Kidō Senshi Gundam C.D.A.: Wakaki suisei no shōzō (Gundam C.D.A.), 2001~